# 新居奉行
新居奉行（あらいぶぎょう・荒井奉行）とは、江戸幕府の遠国奉行の1つで、東海道新居関を管轄した。今切関所奉行（いまきりせきしょぶぎょう）とも。禄高は1,000 - 6,000石。

## 概要
元和5年（1619年）に関所における唯一の幕府常設の奉行として設置される。初代は江馬一成。当初は江馬氏の世襲であったが、同氏が紀伊徳川家付となって以後は定員2名となった。当初は奉行のみ（関所の管理は奉行自身の家臣が行う）であったが、慶安元年（1648年）から与力6騎・同心20名が付けられた。その後、寛文4年（1664年）に役料1,000石が与えられるとともに定員1名になったが、元禄9年（1696年）に隔年交代制（定員2名で毎年1名ずつ）となる。元禄15年（1702年）、関所の管理が地元の吉田藩に移管されたために廃止され、奉行は寄合に移され、与力・同心は町奉行配下に編入されて江戸に移った。